# スヴィタヴィ - ジヂャーレツ・ウ・スクッツェ線
スヴィタヴィ - ジヂャーレツ・ウ・スクッツェ線（チェコ語;Železniční trať Svitavy – Žďárec u Skutče）は、チェコ国鉄の鉄道線の名称である。路線番号は261。
1896年から1897年にかけて、帝立王立国有鉄道によって開業した。

## 運行形態
下記3系統に分かれている。
- スヴィタヴィ - プスター・カメニツェ ( - ジヂャーレツ・ウ・スクッツェ)
スヴィタヴィ～ボロヴァー間は1～2時間に1本、ボロヴァー～プスター・カメニツェ間は2時間に1本（休日2-4時間に1本）の運行。スヴィタヴィで、260号線プラハ方面・ブルノ方面双方の特急と接続する。プスター・カメニツェ以西は、一日あたり4往復に限られる。平日は全てスヴィタヴィに乗り入れ、うち3往復がスクテチ止まりとなる。休日は1往復がポリチカ発着となる。ほかに、スクテチ以西の区間運転も設定されている。
過去の運行形態
2021年以前は、ボロヴァー～プスター・カメニツェ間で平日・休日とも2時間に1本運行していた。プスター・カメニツェ以西を運行する列車が平日4往復・休日2往復の運行で、平日の2往復を除きボロヴァー発着であった。また、プスター・カメニツェ停留所が全列車停車であった一方、ポメジー停留所、プルジェドフラヂーは通過する列車が設定されていた。ヴェンドリーとクヴェトナー停留所は、一部のみ停車であった。
2022年度に、プスター・カメニツェ以西を運行する列車が平日4往復・休日3往復に増発され、休日2.5往復はポリチカ発着、他は全てスヴィタヴィ発着となった。プスター・カメニツェ停留所通過の列車が設定された他、プルジェドフラヂーは全列車停車となった。
2023年度に、クヴェトナー停留所が大部分停車になった他、ヴェンドリーは全列車通過となった。
2024年6月9日より、休日のボロヴァー - カメニツェ間が減便され、2-4時間に1本の運行となった。一方、カメニツェ以西は平日・休日も4往復となり、平日はうち3往復がスクテチ以東の運行となった。休日は4往復中3往復がスヴィタヴィ、1往復がポリチカ発着となった。プスター・カメニツェ停留所は全列車停車となった。
2025年度より、クヴェトナー停留所、ポメジー停留所が全列車停車となった。

- スクテチ - ジヂャーレツ - パルドゥビツェ中央　【平日運行】
  - 一日5.5往復の運行。ジヂャーレツ以西は238号線に直通する。
  - 2024年度6月9日より運行を開始した。

- スクテチ → ジヂャーレツ → ハヴリーチクーフ・ブロド　【平日運行】
  - 一日片道1本の運行。ジヂャーレツ以西は238号線に直通する。
  - 2025年度より運行を開始した。

## 駅一覧
以下では、チェコ国鉄261号線の駅と営業キロ、停車列車、接続路線などを一覧表で示す。
- ■印：全列車停車
- ○印：大部分通過、一部停車

| 路線名 | 駅名                            | 駅間営業キロ | 累計営業キロ | Os | 接続路線 | 所在地           | 所在地         |
| ------ | ------------------------------- | ------------ | ------------ | -- | -------- | ---------------- | -------------- |
| 261    | スヴィタヴィ駅                  | 0.0          | 0.0          | ■  | 260号線  | パルドゥビツェ州 | スヴィタヴィ郡 |
| 261    | スヴィタヴィ停留所              | 2.4          | 2.4          | ■  |          | パルドゥビツェ州 | スヴィタヴィ郡 |
| 261    | ヴェンドリー駅（全列車通過 *1） |              | (6.7)        | ｜ |          | パルドゥビツェ州 | スヴィタヴィ郡 |
| 261    | ヴェンドリー停留所              | 6.2          | 8.6          | ■  |          | パルドゥビツェ州 | スヴィタヴィ郡 |
| 261    | クヴェトナー駅                  | 2.6          | 11.2         | ■  |          | パルドゥビツェ州 | スヴィタヴィ郡 |
| 261    | クヴェトナー停留所              | 1.0          | 12.2         | ■  |          | パルドゥビツェ州 | スヴィタヴィ郡 |
| 261    | ポメジー駅                      | 2.3          | 14.5         | ■  |          | パルドゥビツェ州 | スヴィタヴィ郡 |
| 261    | ポメジー停留所                  | 2.6          | 17.1         | ■  |          | パルドゥビツェ州 | スヴィタヴィ郡 |
| 261    | ポリチカ駅                      | 2.2          | 19.3         | ■  |          | パルドゥビツェ州 | スヴィタヴィ郡 |
| 261    | サーデク・ウ・ポリチキ駅        | 3.8          | 23.1         | ■  |          | パルドゥビツェ州 | スヴィタヴィ郡 |
| 261    | オルドルジシ駅                  | 2.1          | 25.2         | ■  |          | パルドゥビツェ州 | スヴィタヴィ郡 |
| 261    | ボロヴァー・ウ・ポリチキ停留所  | 1.6          | 26.8         | ■  |          | パルドゥビツェ州 | スヴィタヴィ郡 |
| 261    | ボロヴァー・ウ・ポリチキ駅      | 1.6          | 28.4         | ■  |          | パルドゥビツェ州 | スヴィタヴィ郡 |
| 261    | プスター・カメニツェ停留所      | 5.6          | 34.0         | ■  |          | パルドゥビツェ州 | スヴィタヴィ郡 |
| 261    | プスター・カメニツェ駅          | 1.1          | 35.1         | ■  |          | パルドゥビツェ州 | スヴィタヴィ郡 |
| 261    | チャフノフ駅                    | 1.8          | 36.9         | ■  |          | パルドゥビツェ州 | フルジム郡     |
| 261    | クロウナ駅                      | 3.8          | 40.7         | ■  |          | パルドゥビツェ州 | フルジム郡     |
| 261    | クロウナ停留所                  | 1.0          | 41.7         | ■  |          | パルドゥビツェ州 | フルジム郡     |
| 261    | プルジェドフラヂー駅            | 5.0          | 46.7         | ■  |          | パルドゥビツェ州 | フルジム郡     |
| 261    | スクテチ駅                      | 2.8          | 49.5         | ■  |          | パルドゥビツェ州 | フルジム郡     |
| 261    | ジヂャーレツ・ウ・スクッツェ駅  | 3.3          | 52.8         | ■  | 238号線  | パルドゥビツェ州 | フルジム郡     |

(*1): 2023年度以降、全列車通過。